# Dagmar Neubauer
Dagmar Neubauer (z domu Rübsam, ur. 3 czerwca 1962 w Suhl) – niemiecka lekkoatletka specjalizująca się w długich biegach sprinterskich, brązowa medalistka letnich igrzysk olimpijskich z Seulu (1988) w biegu sztafetowym 4 × 400 metrów. W czasie swojej kariery reprezentowała Niemiecką Republikę Demokratyczną.

## Sukcesy sportowe

### Igrzyska olimpijskie
| Miejsce | Dzień          | Rok  | Miejscowość | Konkurencja        | Czas biegu  | Strata   | Zwycięzca     |
| ------- | -------------- | ---- | ----------- | ------------------ | ----------- | -------- | ------------- |
| 14.     | 25 września    | 1988 | Seul        | bieg na 400 m      | 50,92 s     | -        | Olha Bryzhina |
| brąz    | 1 października | 1988 | Seul        | sztafeta 4 x 400 m | 3:18,29 min | + 3,12 s | ZSRR          |

### Mistrzostwa świata
| Miejsce | Dzień       | Rok  | Miejscowość | Konkurencja        | Czas biegu  | Strata   | Zwycięzca             |
| ------- | ----------- | ---- | ----------- | ------------------ | ----------- | -------- | --------------------- |
| 7.      | 10 sierpnia | 1983 | Helsinki    | bieg na 400 m      | 50,48 s     | + 2,49 s | Jarmila Kratochvílová |
| złoto   | 14 sierpnia | 1983 | Helsinki    | sztafeta 4 x 400 m | 3:19,73 min | -        | -                     |
| 14.     | 30 sierpnia | 1987 | Rzym        | bieg na 400 m      | 52,15 s     | -        | Olha Bryzhina         |
| złoto   | 6 września  | 1987 | Rzym        | sztafeta 4 x 400 m | 3:18,63 min | -        | -                     |

### Mistrzostwa Europy
| Miejsce | Dzień       | Rok  | Miejscowość | Konkurencja        | Czas biegu  | Strata   | Zwycięzca   |
| ------- | ----------- | ---- | ----------- | ------------------ | ----------- | -------- | ----------- |
| 6.      | 8 września  | 1982 | Ateny       | bieg na 400 m      | 50,76 s     | + 2,60 s | Marita Koch |
| złoto   | 11 września | 1982 | Ateny       | sztafeta 4 x 400 m | 3:19,05 min | -        | -           |

## Rekordy życiowe
- dwukrotna była rekordzistka świata w biegu sztafetowym 4 x 400 metrów:
  - 3:19,04 – Ateny 11/09/1982 (wspólnie z Kirsten Siemon, Sabine Busch i Maritą Koch)
  - 3:15,92 – Erfurt 03/06/1984 (wspólnie z Gesine Walther, Sabine Busch i Maritą Koch) – 3. wynik w historii

| Dystans              | Wynik   | Miasto i data      |
| -------------------- | ------- | ------------------ |
| bieg na 200 m        | 22,87   | Praga 28/08/1984   |
| bieg na 400 m        | 49,58   | Erfurt 02/06/1984  |
| bieg na 400 m (hala) | 50,40   | Wiedeń 02/02/1984  |
| bieg na 800 m        | 1:58,36 | Poczdam 25/05/1984 |